# ブラックプリンス歩兵戦車
ブラックプリンス歩兵戦車（ブラックプリンスほへいせんしゃ）は、チャーチル歩兵戦車の試験開発型のひとつ。車体を大型化し、オードナンス QF 17ポンド砲（口径76mm）を装備したものである。本車の名称は14世紀イングランドの王族にして将軍でもあったエドワード黒太子に因んでいる。本車の正式な呼称は Tank, Infantry, Black Prince (A43) で、A43は参謀グループの仕様番号である。非公式には「スーパー・チャーチル」とも呼ばれた。

## 概要
ブラックプリンスは開発のベースとなったチャーチルと同様に歩兵戦車の系列を継いでおり、歩兵の近接支援を意図していた。またイギリスは並行して巡航戦車を開発しており、これはより機動力のある運用を企図していた。ブラックプリンスはチャーチルと同じくボクスホールで設計された。
全長はチャーチルの7.44mに対してブラックプリンスが8.81m、全幅2.74mに対して3.44mと、一回り拡大されている。全高は低く抑えられ2.7mであったが、重量は10トン増加して約50トンになり、それに合わせて履帯幅も広くなった。足回りの改修も行われ転輪が片側一つずつ追加された。
戦争中、巡航戦車の系列はクロムウェル巡航戦車や、チャレンジャー巡航戦車の派生型である17ポンド砲搭載の車輌に発展し、最終的に17ポンド砲を搭載したコメット巡航戦車が開発された。これらはチャーチル歩兵戦車のように重装甲ではなく、巡航戦車の系列はコメットで最後となった。代わって主力戦車の系列が新設され、最初の主力戦車としてセンチュリオンの開発が始まった。
ブラックプリンスはセンチュリオンと並行して試作されたが、同じ17ポンド砲を装備しながらも機動力に勝るセンチュリオンの方が有望視されていた。センチュリオンが実戦試験のためにドイツへ急送された間に、ブラックプリンスは6輌の試作車輌が完成したに過ぎない。ドイツ降伏後の1945年5月30日、ブラックプリンスの生産は中止され、センチュリオンの生産に注力することになった。
ブラックプリンスの開発中止により、チャーチル歩兵戦車の改良作業は終了し、歩兵戦車の概念も終わりを迎えた。

## 現存車両
イギリスのボービントン戦車博物館にはブラックプリンスが1輌展示されている。

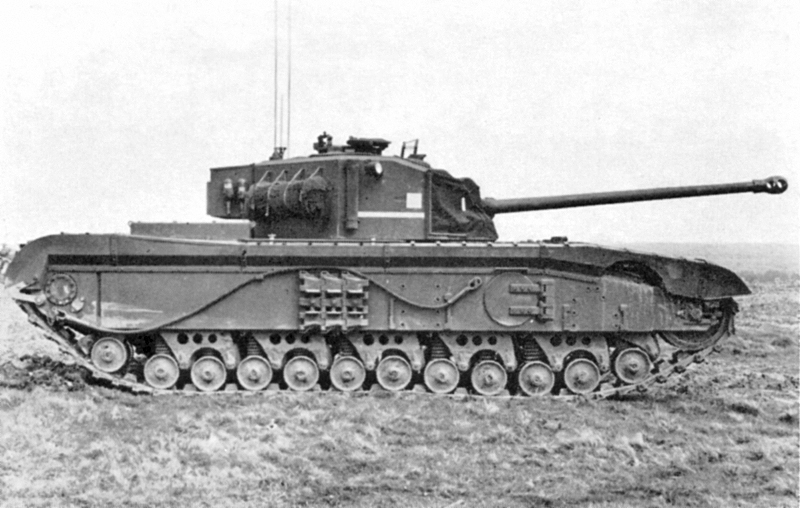
ブラックプリンス歩兵戦車の試作1号車、側面写真

## 登場作品

### アニメ・漫画
『ガールズ＆パンツァー　リトルアーミー２』
西呉王子グローナ学園の使用戦車として登場。

### ゲーム
『War Thunder』
イギリス陸軍のプレミアム車両の歩兵戦車（重戦車）Black Princeとして登場。
『World of Tanks』
イギリス重戦車Black Princeとして開発可能。
『トータル・タンク・シミュレーター』
英国とフランスの改重戦車BLACK PRINCEとして登場。またポーランドの重戦車としても登場。